# Agnes van Leiningen
Agnes van Leiningen († na december 1299), Duits: Agnes Gräfin von Leiningen, was een gravin uit het Huis Leiningen en door huwelijk gravin van Nassau. Ze was waarschijnlijk enige tijd regentes van het graafschap Nassau voor haar jongste zoon. Ze is de stammoeder van de Ottoonse Linie van het Huis Nassau en daarmee een directe voorouder van de koningen van Nederland.

## Biografie
Agnes was een dochter van graaf Emico IV van Leiningen en Elisabeth. Ze huwde vóór 1265 met graaf Otto I van Nassau († tussen 3 mei 1289 en 19 maart 1290). Haar echtgenoot had op 16 december 1255 het graafschap Nassau gedeeld met zijn oudere broer Walram II, waarbij Otto het ten noorden van de rivier de Lahn gelegen deel – bestaande uit onder andere Siegen, Dillenburg, Herborn, Tringenstein en Neukirch – had verkregen.
ʻOttho comes de Nassawen … cum uxore nostra Agnete nec non Henrico nostro primogenitoʼ bevestigden de schenking van ʻbonorum in Hasilbach et Aldindorphʼ aan Klooster Altenberg bij Wetzlar door ʻmatrem nostram Methildim comitissam bone mem … cum sorore nostra Katherina ibidem locataʼ in een oorkonde gedateerd 3 mei 1289. Dit is de laatste vermelding van Otto, in een oorkonde gedateerd 19 maart 1290 wordt hij als overleden aangemerkt.
Agnes regeerde samen met haar zoons na de dood van haar echtgenoot. Dat kan alleen maar betekenen dat ze als regentes optrad voor haar jongere zoons, de oudste twee waren bij het overlijden van hun vader reeds meerderjarig. Over haar regentschap is verder niets bekend.
Agnes verkreeg op 13 april 1298 van bisschop Emico I van Worms toestemming om in Abenheim (thans een deel van de stad Worms) een klooster te stichten. Vermoedelijk is de huidige Klausenbergkapel het restant van dat klooster. Agnes was een achternicht van de bisschop. In 1299 bevestigde ze met haar zonen Hendrik en Emico de stichting in een oorkonde.
ʻAgnes relicta quondam … dni Ottonis … comitis de Nassaweʼ schonk bezittingen ʻin Herberinʼ aan Klooster Altenberg ʻet … sororie nostre Dne Katerine et filie nostre Gertrudisʼ, met toestemming van ʻnostrorum filiorum … Henrici, Emiconis militum, Ottonis et Iohannis clericorumʼ, in een oorkonde gedateerd december 1299. Dit is de laatste vermelding van Agnes in een oorkonde. Wanneer ze is overleden is onbekend. Ze was al overleden toen haar zoons in 1303 het graafschap Nassau na een lang geschil verdeelden. Agnes werd begraven in Klooster Altenberg.

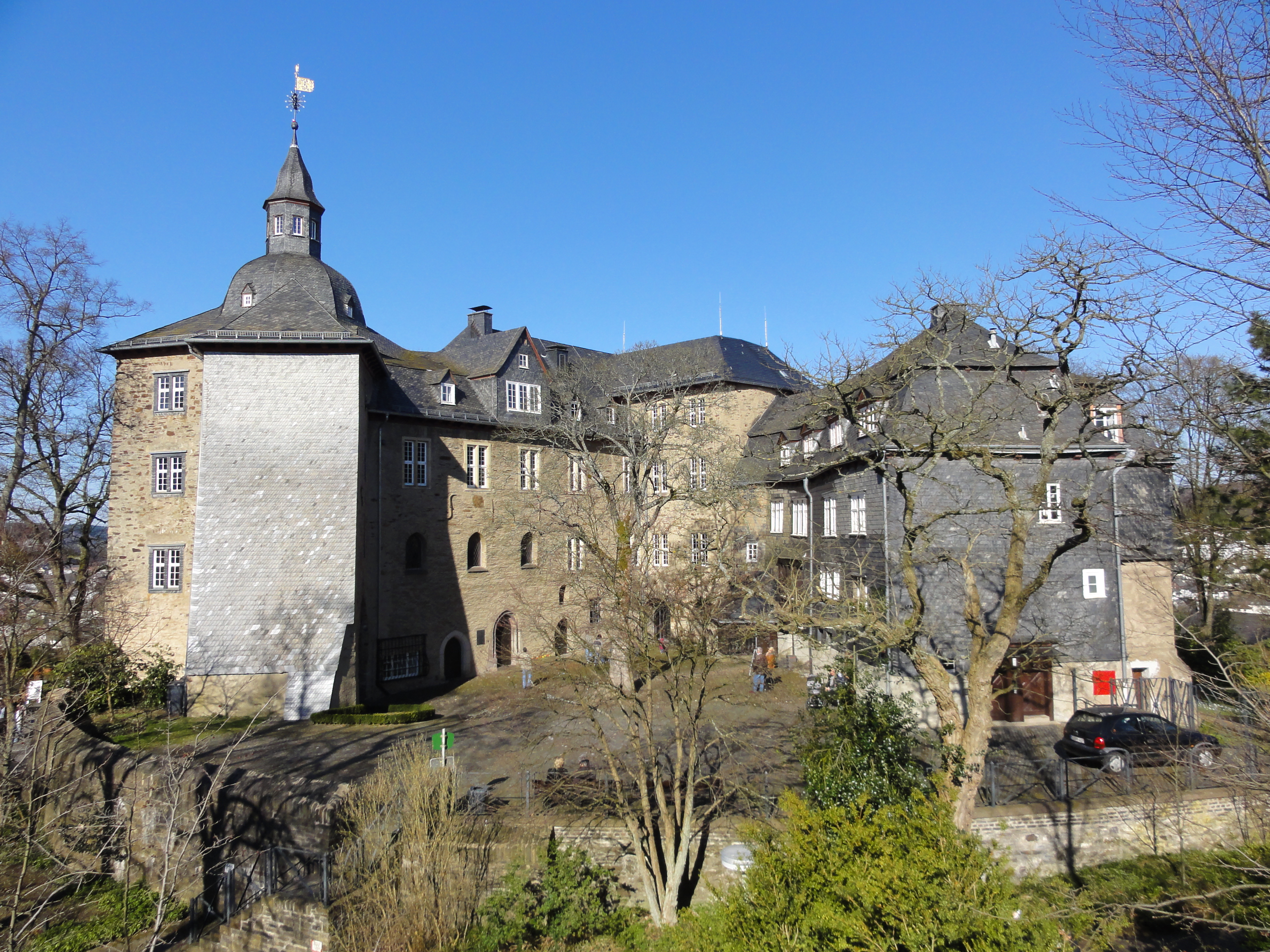
Slot Siegen
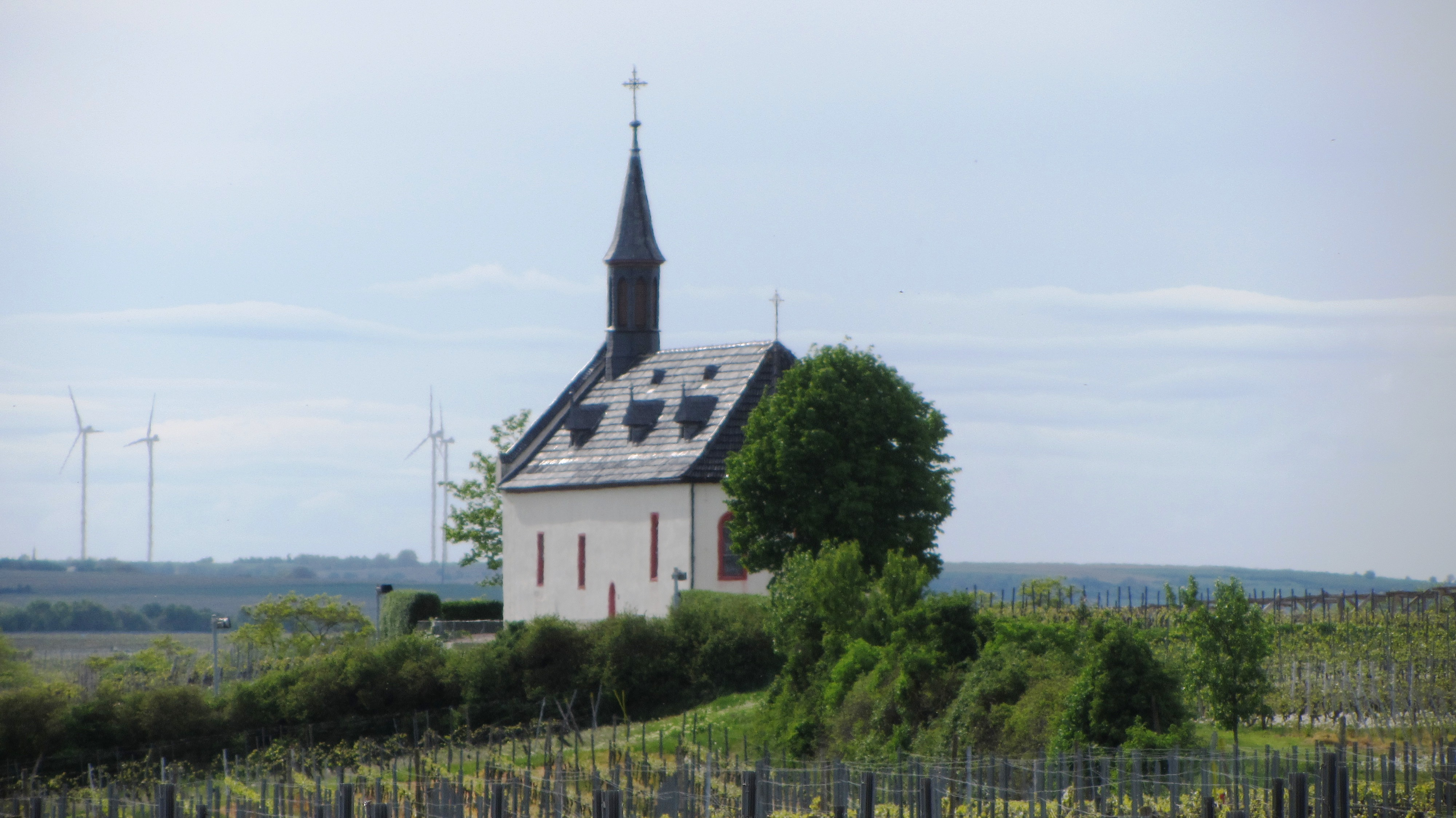
De Klausenbergkapel in Worms-Abenheim
- Klooster Altenberg bij Wetzlar

## Kinderen
Uit het huwelijk werden geboren:
1. Hendrik I (ca. 1265 (?) – tussen 13 juli en 14 augustus 1343), volgde zijn vader op, werd in 1303 graaf van Nassau-Siegen.
2. Mechtild († vóór 28 oktober 1319), huwde ca. 1289 met heer Gerhard van Schöneck († 1317).[4]
3. Emico I († 7 juni 1334), volgde zijn vader op, werd in 1303 graaf van Nassau-Hadamar.
4. Otto († 3 september 1302), was domheer te Worms 1294.[1]
5. Johan († bij Hermannstein, 10 augustus 1328), volgde zijn vader op, werd in 1303 graaf van Nassau-Dillenburg.
6. Gertrudis († 19 september 1359), was abdis van Klooster Altenberg.[1][4]

## Voorouders
| Voorouders van Agnes van Leiningen | Voorouders van Agnes van Leiningen                                             | Voorouders van Agnes van Leiningen                                             | Voorouders van Agnes van Leiningen                                                 | Voorouders van Agnes van Leiningen                                                 | Voorouders van Agnes van Leiningen                      | Voorouders van Agnes van Leiningen                      | Voorouders van Agnes van Leiningen                      | Voorouders van Agnes van Leiningen                      |
| ---------------------------------- | ------------------------------------------------------------------------------ | ------------------------------------------------------------------------------ | ---------------------------------------------------------------------------------- | ---------------------------------------------------------------------------------- | ------------------------------------------------------- | ------------------------------------------------------- | ------------------------------------------------------- | ------------------------------------------------------- |
| Betovergrootouders                 | Simon I van Saarbrücken (?–1183) ⚭ Mechtild (?–?)                              | Emico III van Leiningen ? (?–1208) ⚭ ? (?–?)                                   | Berthold IV van Eberstein (?–1158) ⚭ Uta (?–1185)                                  | Berthold II van Andechs (?–1188) ⚭ vóór 1153 Hedwig (?–1174)                       | ? (?–?) ⚭ ? (?–?)                                       | ? (?–?) ⚭ ? (?–?)                                       | ? (?–?) ⚭ ? (?–?)                                       | ? (?–?) ⚭ ? (?–?)                                       |
| Overgrootouders                    | Simon II van Saarbrücken (?–1207) ⚭ vóór 1180 Liutgarde van Leiningen (?–1239) | Simon II van Saarbrücken (?–1207) ⚭ vóór 1180 Liutgarde van Leiningen (?–1239) | Eberhard III van Eberstein (?–1218/19) ⚭ 1185/90 Kunigunde van Andechs (?–na 1207) | Eberhard III van Eberstein (?–1218/19) ⚭ 1185/90 Kunigunde van Andechs (?–na 1207) | ? (?–?) ⚭ ? (?–?)                                       | ? (?–?) ⚭ ? (?–?)                                       | ? (?–?) ⚭ ? (?–?)                                       | ? (?–?) ⚭ ? (?–?)                                       |
| Grootouders                        | Frederik III van Leiningen (?–1237) ⚭ 1202/05 Agnes van Eberstein (1185/87–?)  | Frederik III van Leiningen (?–1237) ⚭ 1202/05 Agnes van Eberstein (1185/87–?)  | Frederik III van Leiningen (?–1237) ⚭ 1202/05 Agnes van Eberstein (1185/87–?)      | Frederik III van Leiningen (?–1237) ⚭ 1202/05 Agnes van Eberstein (1185/87–?)      | ? (?–?) ⚭ ? (?–?)                                       | ? (?–?) ⚭ ? (?–?)                                       | ? (?–?) ⚭ ? (?–?)                                       | ? (?–?) ⚭ ? (?–?)                                       |
| Ouders                             | Emico IV van Leiningen (?–1276/79) ⚭ Elisabeth (?–1263)                        | Emico IV van Leiningen (?–1276/79) ⚭ Elisabeth (?–1263)                        | Emico IV van Leiningen (?–1276/79) ⚭ Elisabeth (?–1263)                            | Emico IV van Leiningen (?–1276/79) ⚭ Elisabeth (?–1263)                            | Emico IV van Leiningen (?–1276/79) ⚭ Elisabeth (?–1263) | Emico IV van Leiningen (?–1276/79) ⚭ Elisabeth (?–1263) | Emico IV van Leiningen (?–1276/79) ⚭ Elisabeth (?–1263) | Emico IV van Leiningen (?–1276/79) ⚭ Elisabeth (?–1263) |